# (1045) Michela
(1045) Michela es un asteroide que forma parte del cinturón de asteroides y fue descubierto por Georges Achille van Biesbroeck el 19 de noviembre de 1924 desde el Observatorio Yerkes de Williams Bay, Estados Unidos.

## Designación y nombre
Michela se designó inicialmente como 1924 TR.
Posteriormente fue nombrado en honor de una de las hijas del descubridor.

## Características orbitales
Michela orbita a una distancia media de 2,359 ua del Sol, pudiendo acercarse hasta 1,984 ua y alejarse hasta 2,733 ua. Su inclinación orbital es 0,2641° y la excentricidad 0,1587. Emplea en completar una órbita alrededor del Sol 1323 días.